# تارا بورن
تارا بورن (انگلیسی: Tara Bourne؛ زادهٔ ۱۷ ژوئیهٔ ۲۰۰۳) بازیکن فوتبال اهل انگلستان است که در پست مدافع برای باشگاه شفیلد یونایتد در مسابقات قهرمانی زنان انگلستان بازی می‌کند.
وی در تیم‌های ملی فوتبال زیر ۱۵ سال زنان انگلستان, زیر ۱۷ سال زنان انگلستان, زیر ۱۹ سال زنان انگلستان، و زیر ۲۳ سال زنان انگلستان بازی کرده است.